# SV Phönix Bochum
SV Phönix Bochum is een Duitse voetbalclub uit de Westfaalse stad Bochum.

## Geschiedenis
De club werd in 1910 opgericht. In 1913 sloot de club zich aan bij de West-Duitse voetbalbond. In 1918/19 speelt de club in de plaatselijke Ruhrcompetitie en wordt daar groepswinnaar, echter is er geen verdere eindronde. Na de oorlog werd de competitie weer beter georganiseerd en verzeilde de club in de lagere reeksen. Midden jaren twinig speelde de club enkele seizoenen in de tweede klasse. In 1938 kon de club promotie afdwingen naar de 1. Bezirksklasse Westfalen, toen de tweede klasse.
Na de Tweede Wereldoorlog werd de club heropgericht in 1946 en verdween in de anonimiteit van de lagere reeksen. 